# 塔纳韦勒
塔纳韦勒（法語：Tanavelle，法語發音：[tanavɛl]）是法国康塔尔省的一个市镇，位于该省东部，属于圣弗卢尔区。

## 地理
塔纳韦勒（45°1'22"N, 2°59'54"E）面积13.58 平方千米，位于法国奥弗涅-罗讷-阿尔卑斯大区康塔爾省，该省份为法国中南部省份，位于法國中央高原中心，北起科雷兹省、上盧瓦爾省和多姆山省，西接洛特省和科雷兹省，南至阿韦龙省和洛特省，东临上盧瓦爾省和洛泽尔省。
与塔纳韦勒接壤的市镇（或旧市镇、城区）包括：波亚克、罗菲亚克、莱泰尔讷、瓦吕埃若勒、维勒迪约。

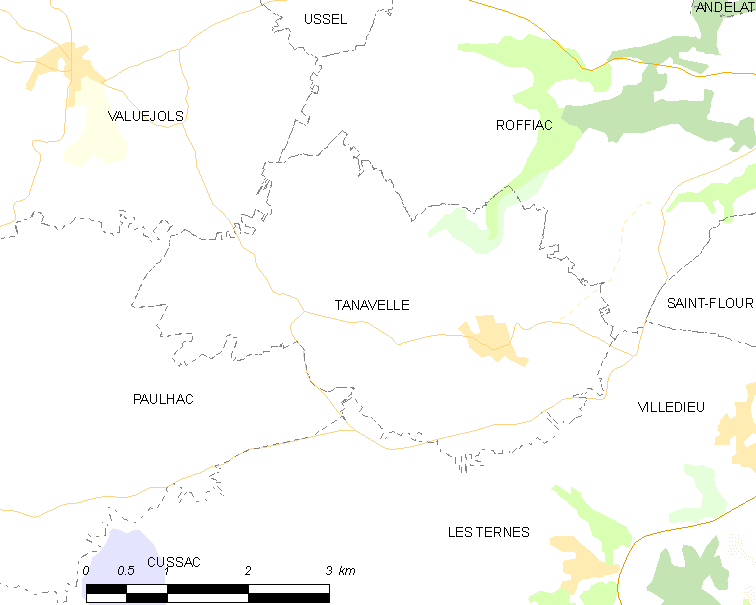
塔纳韦勒的OSM定位图

塔纳韦勒的时区为UTC+01:00、UTC+02:00（夏令时）。

## 行政
塔纳韦勒的邮政编码为15100，INSEE市镇编码为15232。

## 政治
塔纳韦勒所属的省级选区为圣弗卢尔第二县。

## 人口

1962-2008年间塔纳韦勒人口变化图示

塔纳韦勒于2022年1月1日时的人口数量为220人。